# Neil Danns
Neil Danns (Liverpool, 23 novembre 1982) è un allenatore di calcio ed ex calciatore guyanese con cittadinanza britannica, di ruolo centrocampista, tecnico del Southport.

## Carriera

### Nazionale
Ha partecipato alla CONCACAF Gold Cup 2019.

## Palmarès

### Club

#### Competizioni nazionali
- Campionato gallese: 1

Connah's Q.N.: 2020-2021
- Northern Premier League Division One West: 1

Macclesfield FC: 2022-2023